# Салиццоле

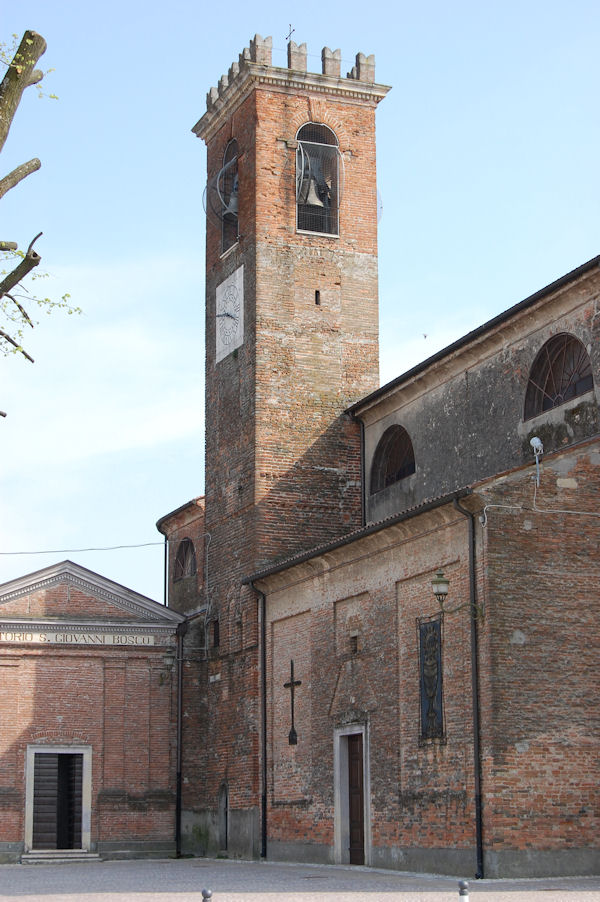
Храм св.Мартина

Салиццоле (итал. Salizzole) — коммуна в Италии, располагается в провинции Верона области Венеция.
Население составляет 3755 человек, плотность населения составляет 125 чел./км². Занимает площадь 30,65 км². Почтовый индекс — 37056. Телефонный код — 045.
Покровителем коммуны почитается святитель Мартин Турский. Праздник ежегодно празднуется 11 ноября.